# Fritz Grieshaber
Fritz Grieshaber (geboren am 19. Februar 1899 in Weilersbach; gestorben am 12. April 1968 in Trier) war ein deutscher Verwaltungsfachangestellter und Kommunalpolitiker (KPD).

## Leben
Fritz Grieshaber war Mitglied der KPD und von 1929 bis 1932 gewähltes Mitglied des Trierer Stadtrates und Vorsitzender seiner Fraktion. 1931 wurde Betriebsratsvorsitzender bei städtischen Tiefbauamt. Wegen illegaler Parteiarbeit wurde er 1936 wegen Vorbereitung zum Hochverrat zu drei Jahren Zuchthaus verurteilt. Seine Frau Katharina erhielt zwei Jahre Zuchthaus. Anschließend wurde er mit seinen Genossen ins KZ Buchenwald gebracht. 1946 war er wieder für die KPD im Stadtrat in Trier. Grieshaber wurde aus der Partei ausgeschlossen. Er gab daraufhin seine politische Tätigkeit auf und starb am 12. April 1968 in Trier.